# Tscheppaschlucht

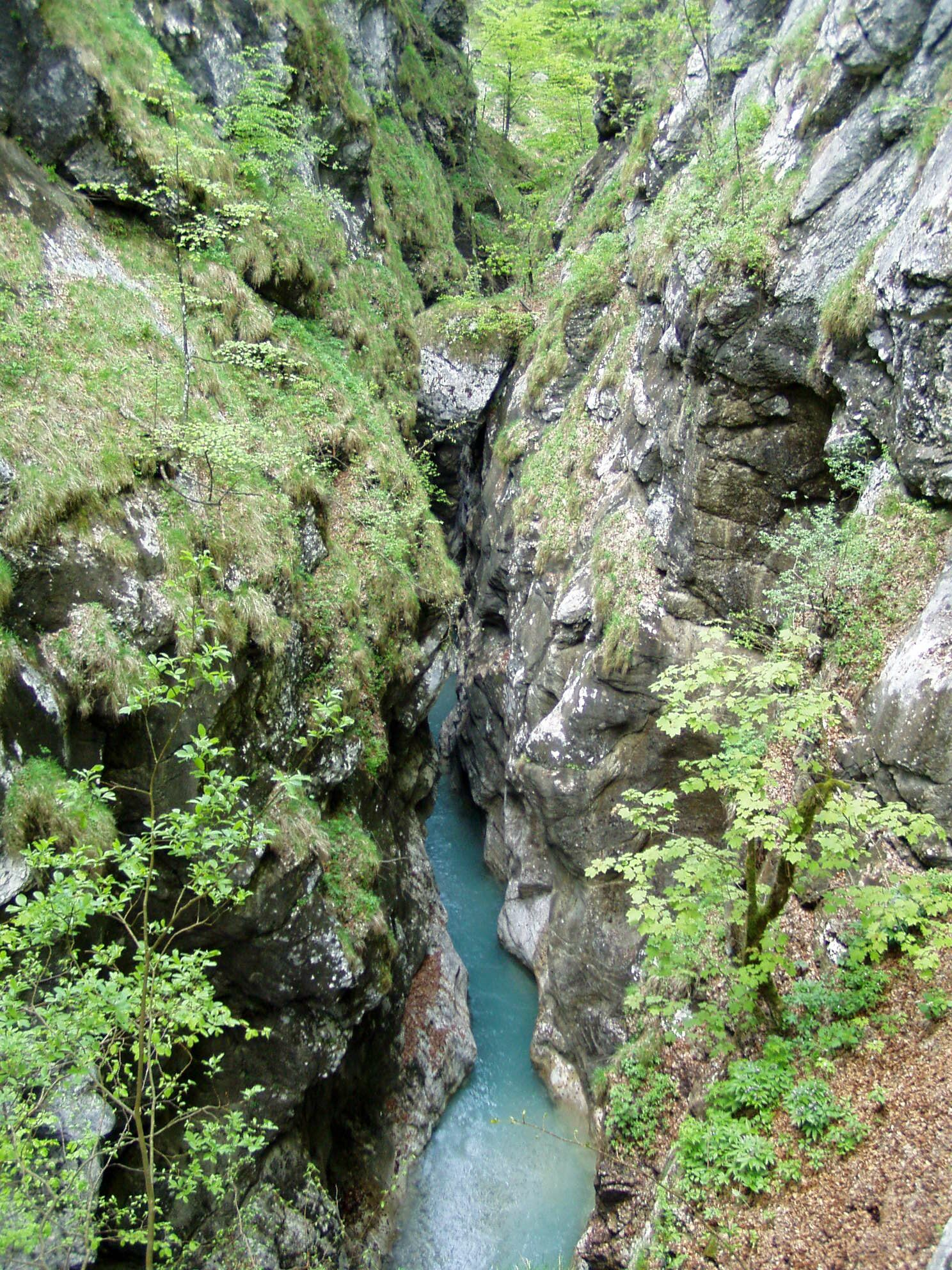
Tscheppaschlucht

Die Tscheppaschlucht ist ein Schluchtabschnitt des Loiblbachs in den Karawanken südlich von Ferlach.
Sie reicht vom sogenannten „Goldenen Brünnl“ talauf knapp zwei Kilometer bis etwas oberhalb der Einmündung des Bodenbachs in den Loiblbach. Ein Wandersteig führt durch die Klamm. Er ist kostenpflichtig. Es gibt einen Ausstieg aus der Klamm oberhalb des Tschaukofalls (als Naturdenkmal geschützt (Listeneintrag)). Ansonsten endet die Klammwanderung im Bodental.

## Botanik
In der Tscheppaschlucht kommen Pflanzen, die aus der subalpinen und alpinen Höhenstufe herabgeschwemmt wurden (wie die Weiße Silberwurz (Dryas octopetala)) neben wärmeliebenden Arten vor, wie der Gewöhnlichen Felsenbirne (Amelanchier ovalis). Hier vorkommende seltene Arten sind der Frauenschuh (Cypripedium calceolus), die Krainer Lilie (Lilium carniolicum) und die Wulfen-Primel (Primula wulfeniana).
Pro Sekunde fließen mehr als 500 Liter Wasser in die Tiefe.
Die Tscheppaschlucht ist für Wanderer mit Steigen, Stiegen und Brücken ausgebaut. Zwischen Bodental, Bodenbach und Loibltal verlaufen der Kärntner Grenzweg, der Panoramaweg Südalpen und der 2. Etappe des Julius Kugy Alpine Trails.

## Fotos

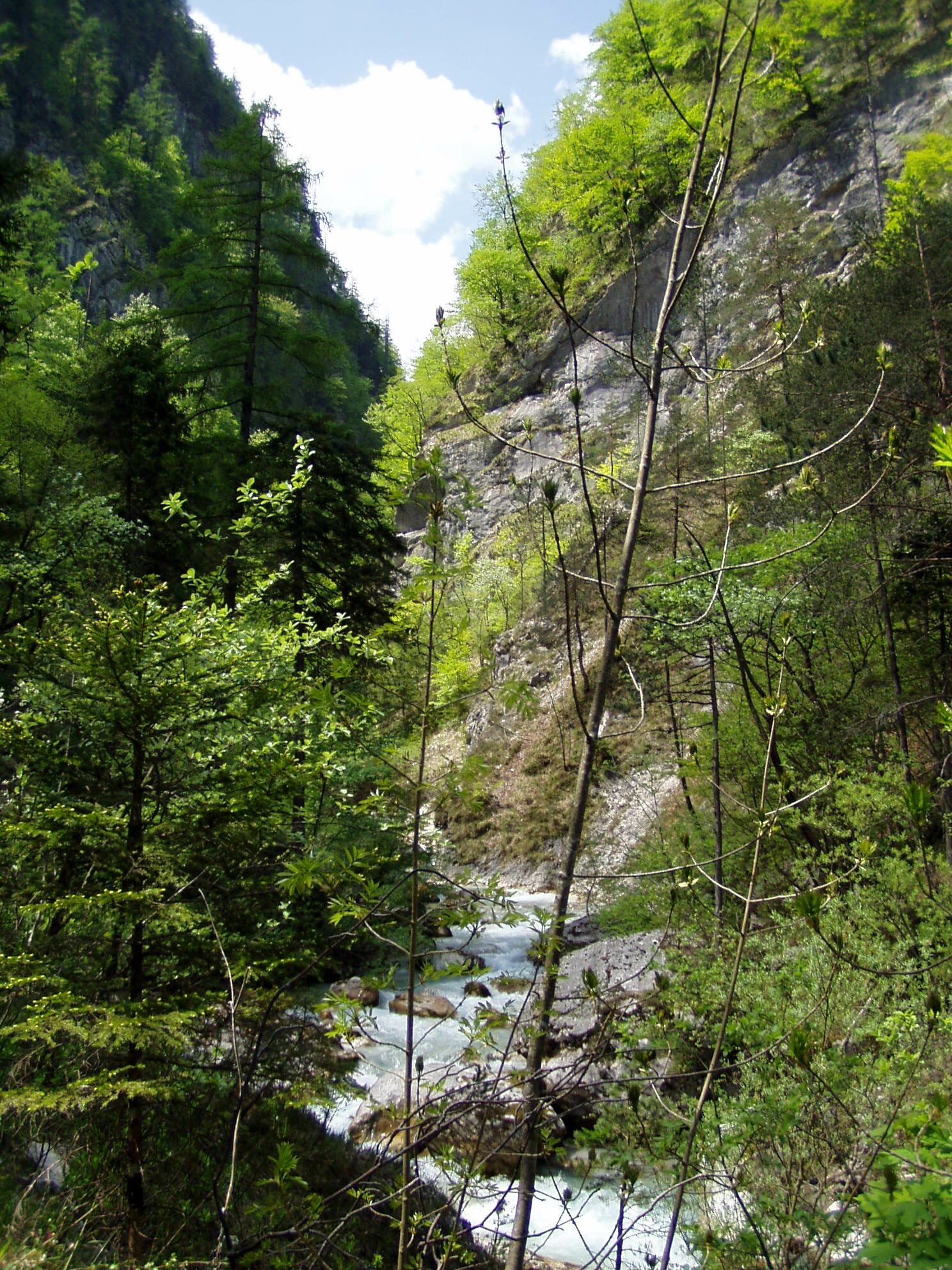
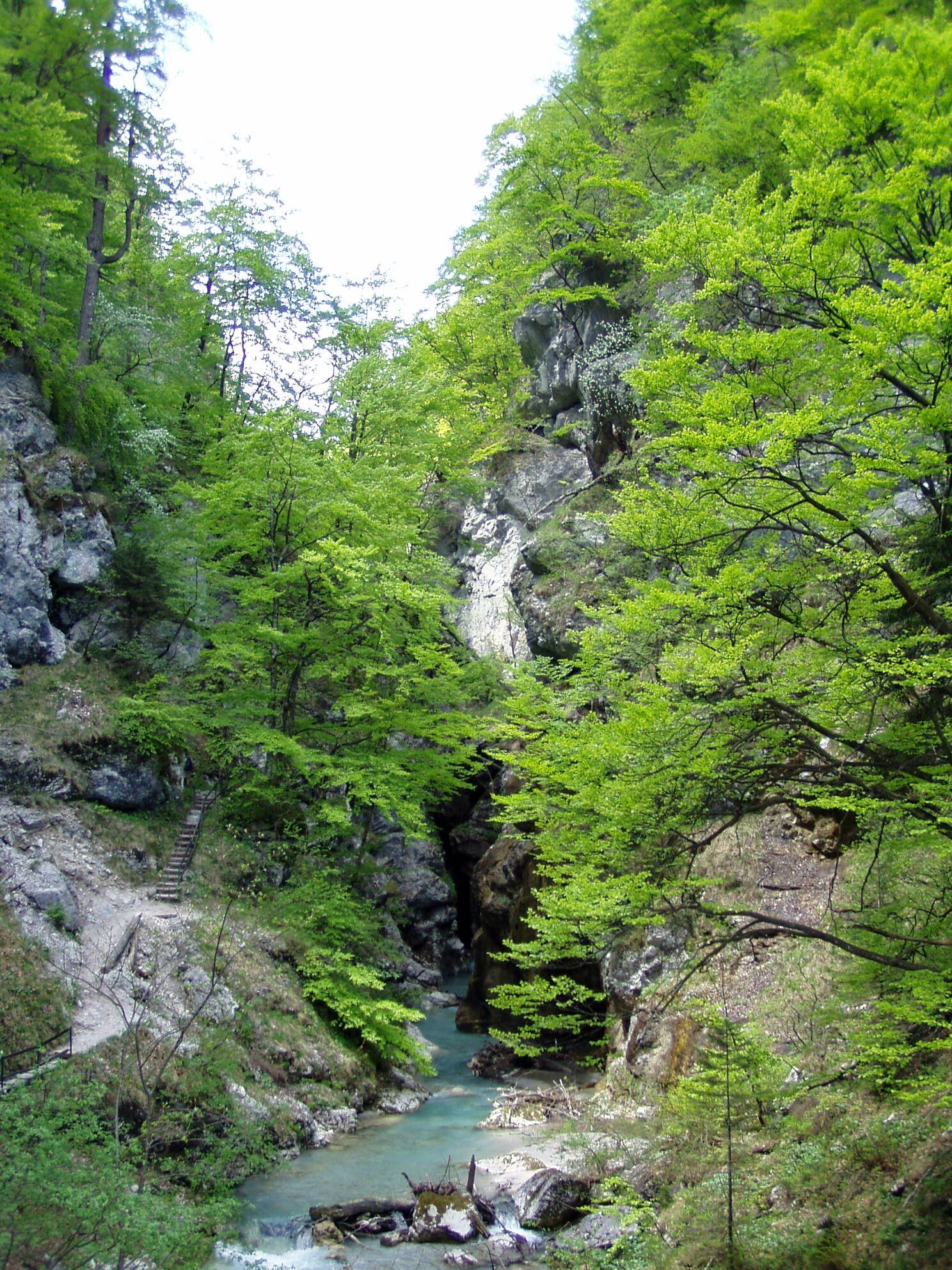
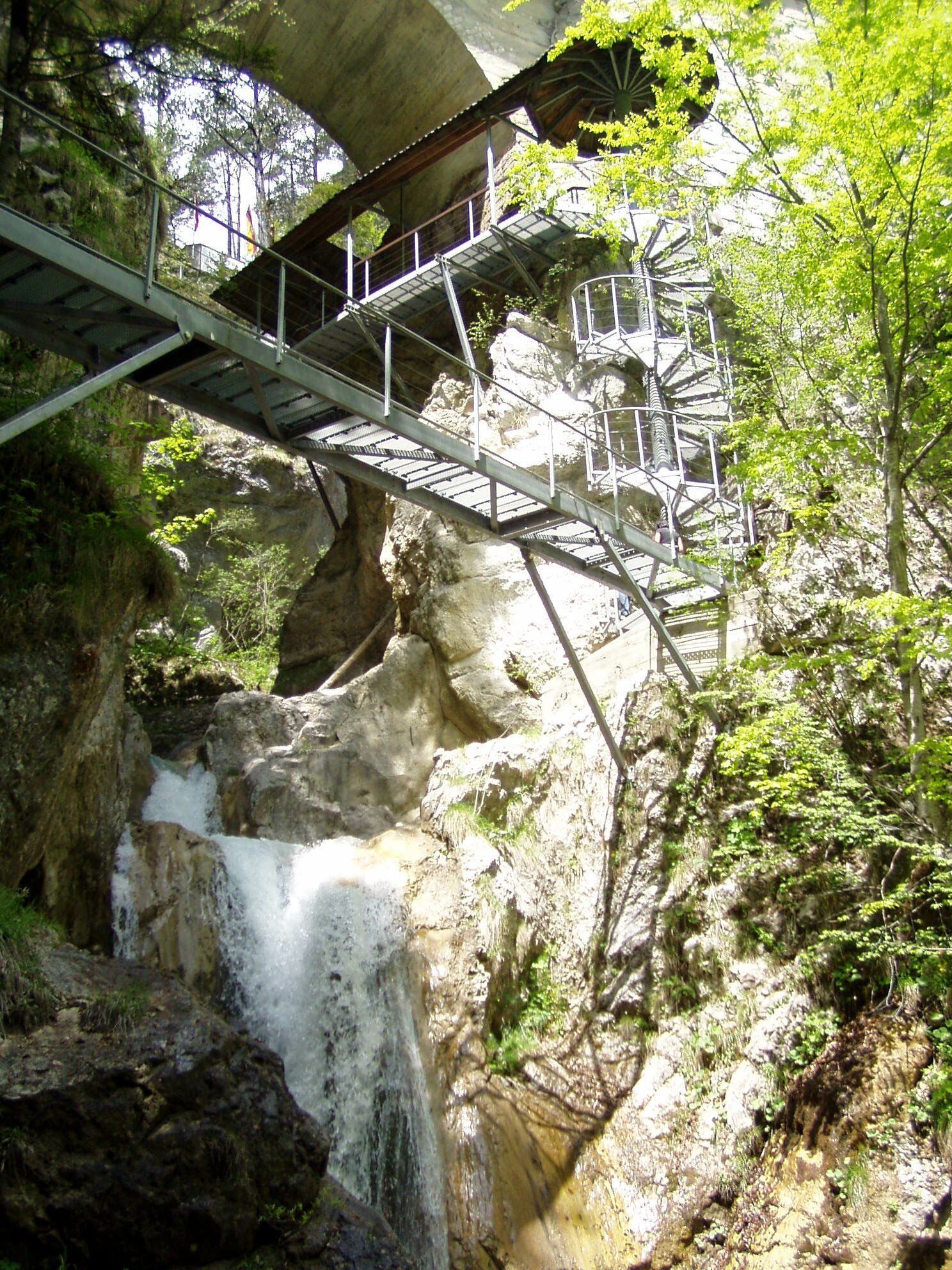
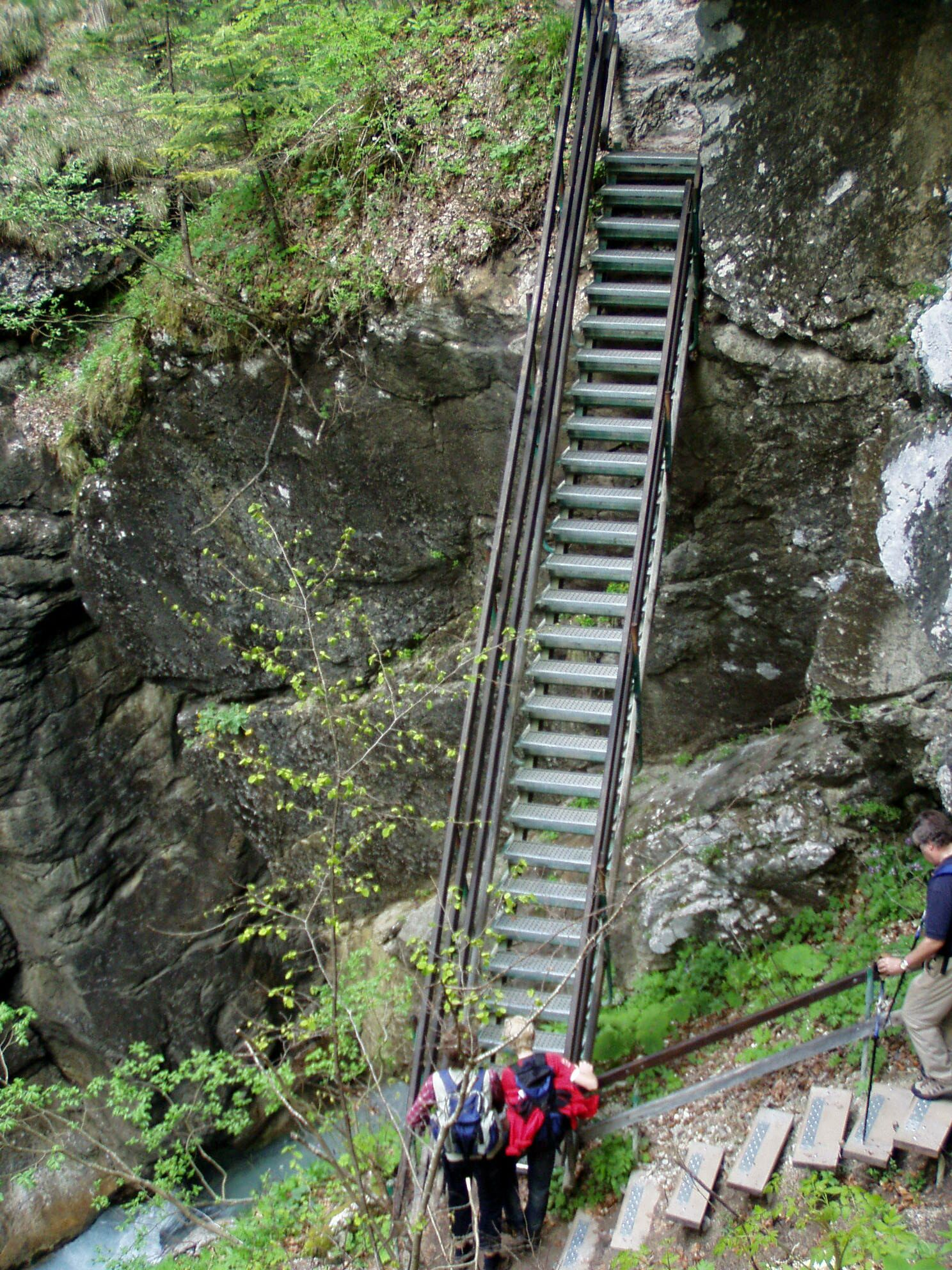
Stiege
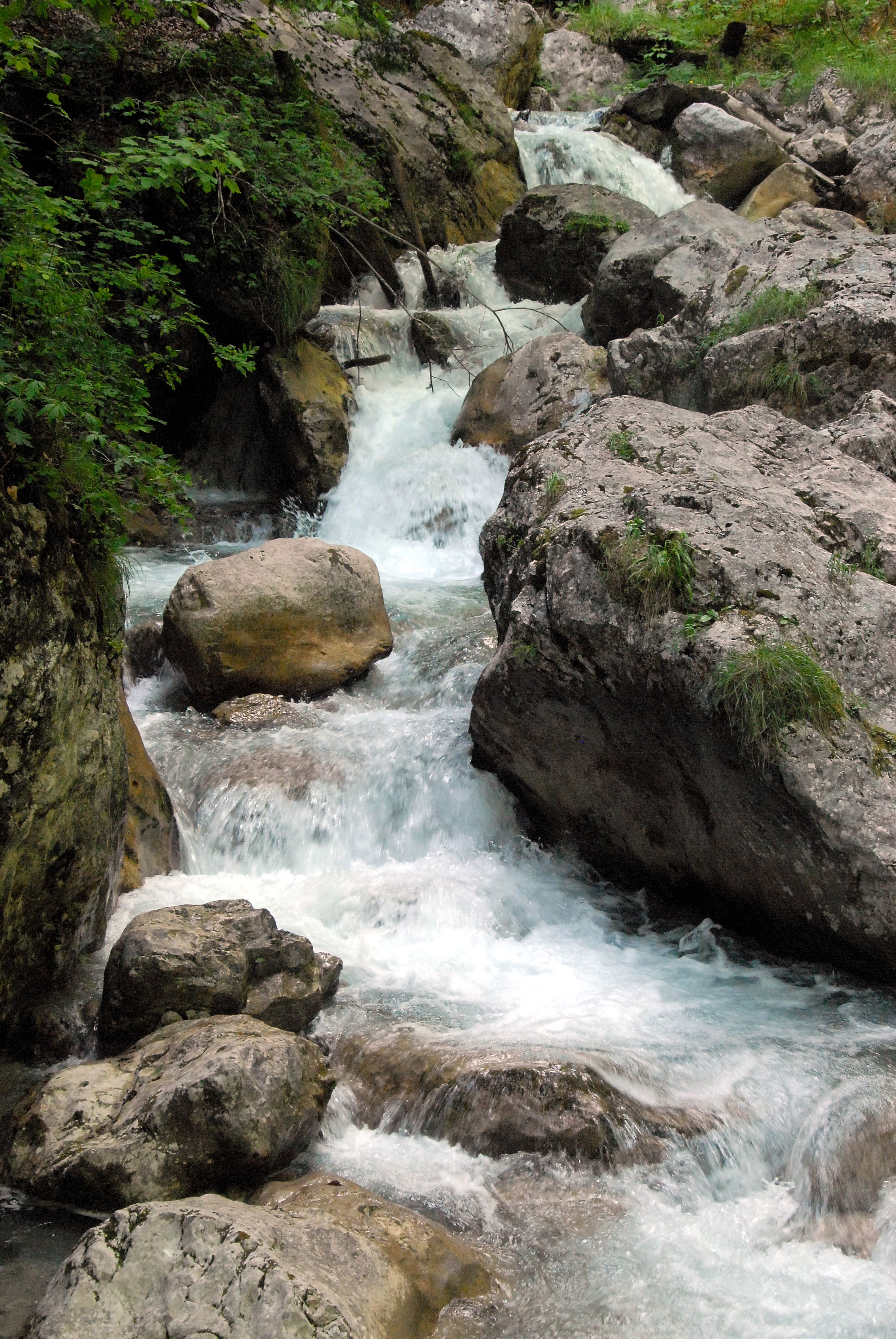
Bodenbach

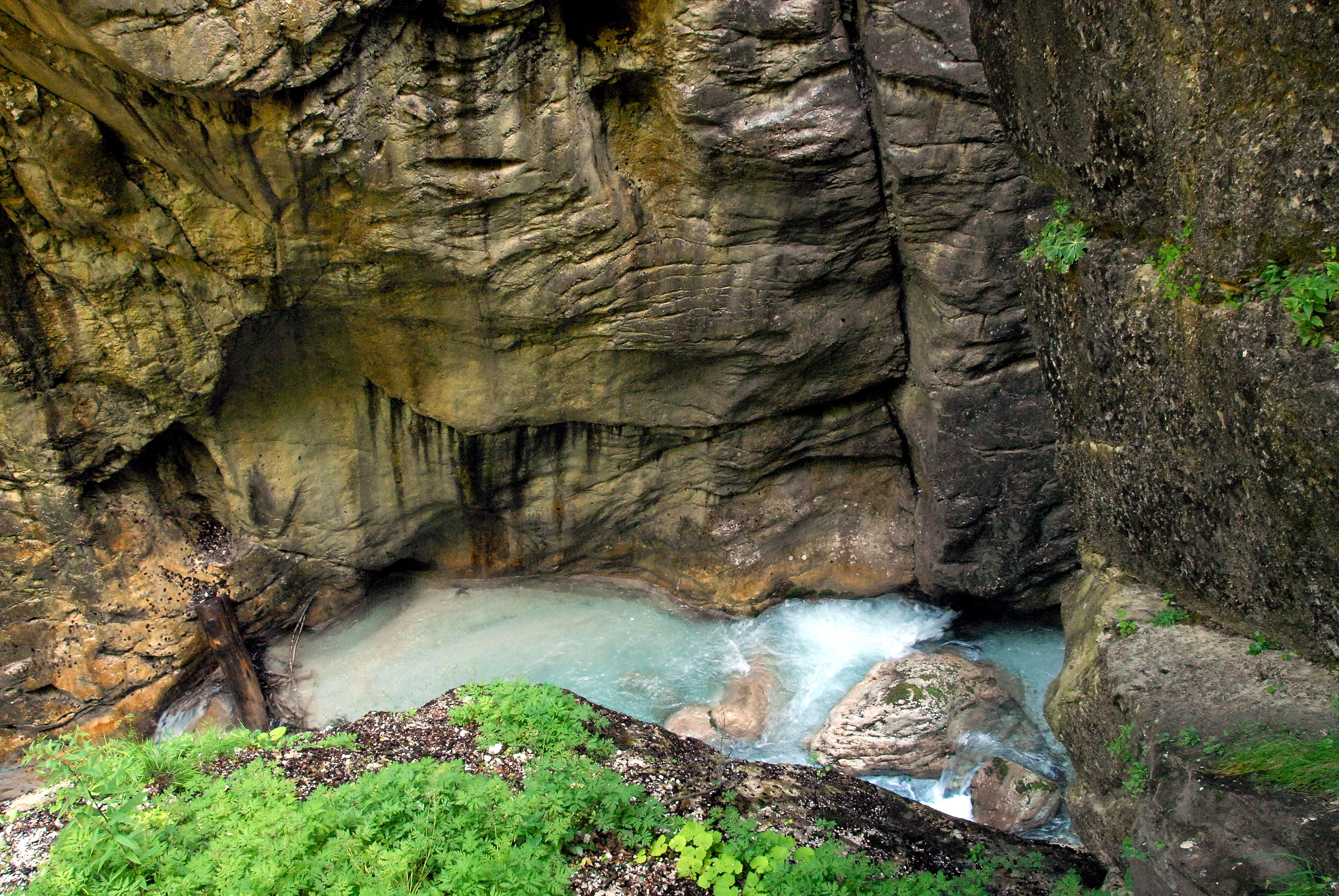
Ausschnitt des Canyons mit Loiblbach
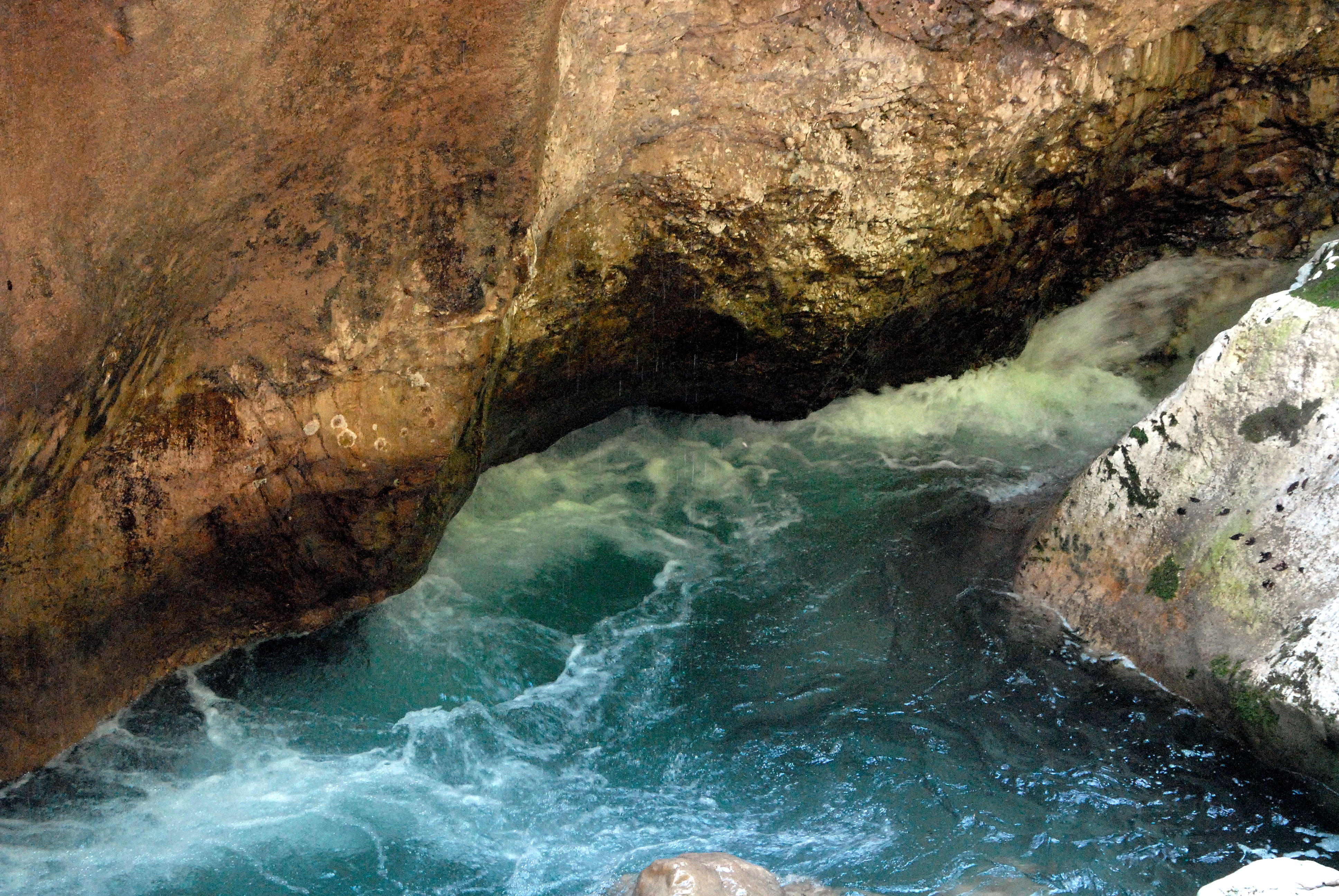
Schlund des Loiblbaches
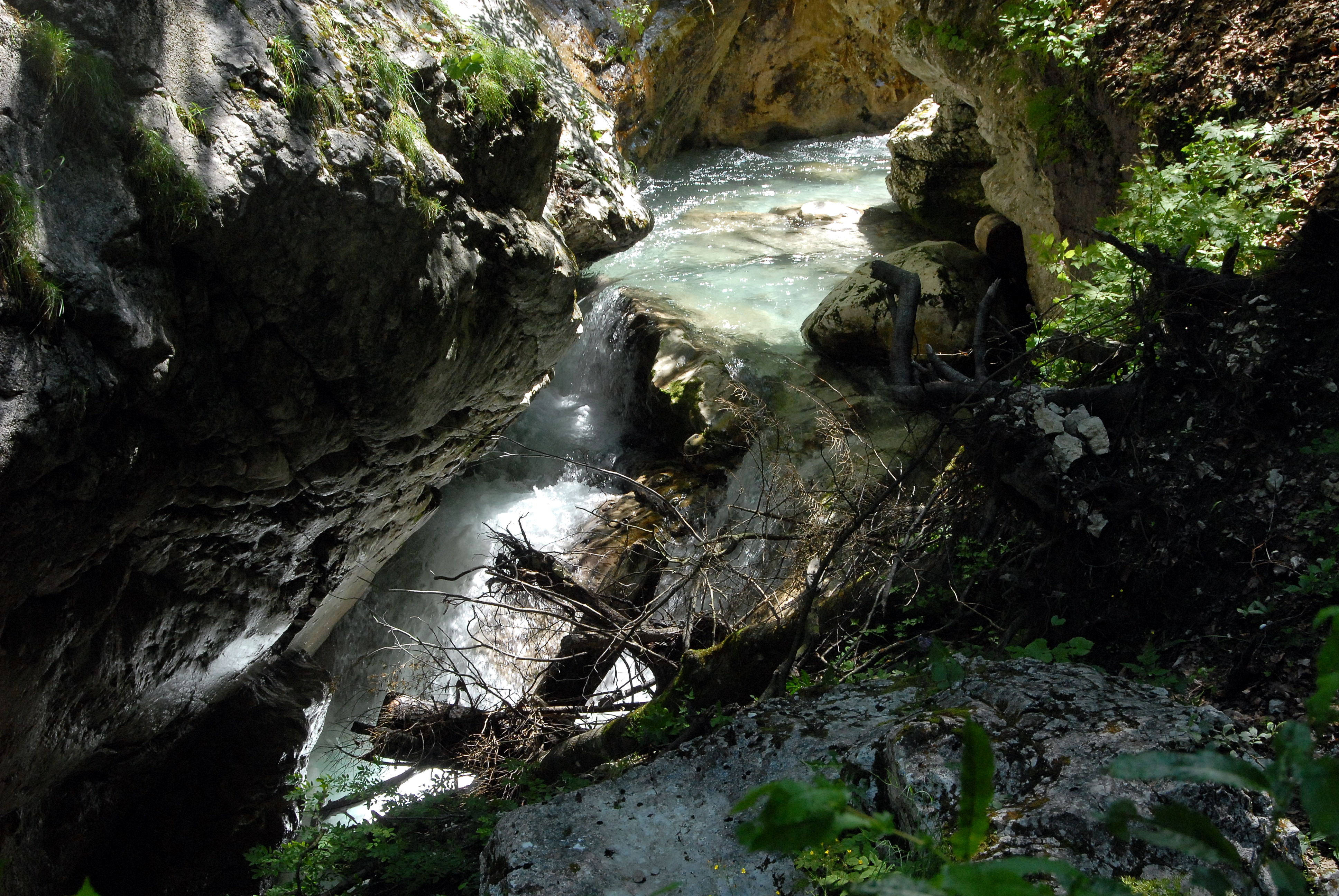
Katarakt des Loiblbaches